# Telura monticola
Telura monticola är en skalbaggsart som beskrevs av Britton 1987. Telura monticola ingår i släktet Telura och familjen Melolonthidae. Inga underarter finns listade i Catalogue of Life.